# گالاتئا رانتسی
گالاتئا رانتسی (ایتالیایی: Galatea Ranzi؛ زادهٔ ۲۴ ژانویهٔ ۱۹۶۷) بازیگر اهل ایتالیا است. وی دانش‌آموختهٔ آکادمی ملی هنرهای نمایشی سیلویو دامیکو است.
از فیلم‌ها یا برنامه‌های تلویزیونی که وی در آن نقش داشته است، می‌توان به فیوریله، زیبایی بزرگ، آریا، نهار یکشنبه و دختری در مه اشاره کرد. وی بابت نقش‌آفرینی در 'فیوریله نامزد دریافت روبان نقره‌ای بهترین بازیگر زن شد.